# Pseudochirella mawsoni
Pseudochirella mawsoni is een eenoogkreeftjessoort uit de familie van de Aetideidae. De wetenschappelijke naam van de soort is voor het eerst geldig gepubliceerd in 1957 door Vervoort.